# Макаров, Иван Константинович
Иван Константинович Макаров (1907, с. Волосовка, Рязанская губерния — 27 января 1944 года, у пос. Лысянка, Киевская, ныне Черкасская, область) — командир взвода 615-го стрелкового полка 167-я стрелковой дивизии 38-й армии 1-го Украинского фронта, сержант, Герой Советского Союза.

## Биография
Родился в 1907 году в селе Волосовка Рязанской губернии в семье крестьянина. Образование начальное. Работал бригадиром в колхозе.
В Красной Армии с 1941 года. В действующей армии с июня 1942 года.
Похоронен Герой в братской могиле в селе Вотылевка Лысянского района Черкасской области.

## Награды
- Медаль «Золотая Звезда» (10.01.1944);
- орден Ленина;
- орден Славы 3-й степени.

## Память
Мемориальные доски:
- у школы в селе Волосовка Михайловского района Рязанской области;
- в селе Грязное Михайловского района Рязанской области.